# Desmiphora variola
Desmiphora variola är en skalbaggsart som beskrevs av Giesbert 1998. Desmiphora variola ingår i släktet Desmiphora och familjen långhorningar.
Artens utbredningsområde är Guatemala. Inga underarter finns listade i Catalogue of Life.